# 쩐 왕조
쩐 왕조(陳朝, 베트남어: Nhà Trần)는 1225년부터 1400년까지 베트남 일대를 지배한 대월의 왕조로, 수도는 지금의 하노이에 위치해 있었다.

## 역사

### 왕조 성립 이전

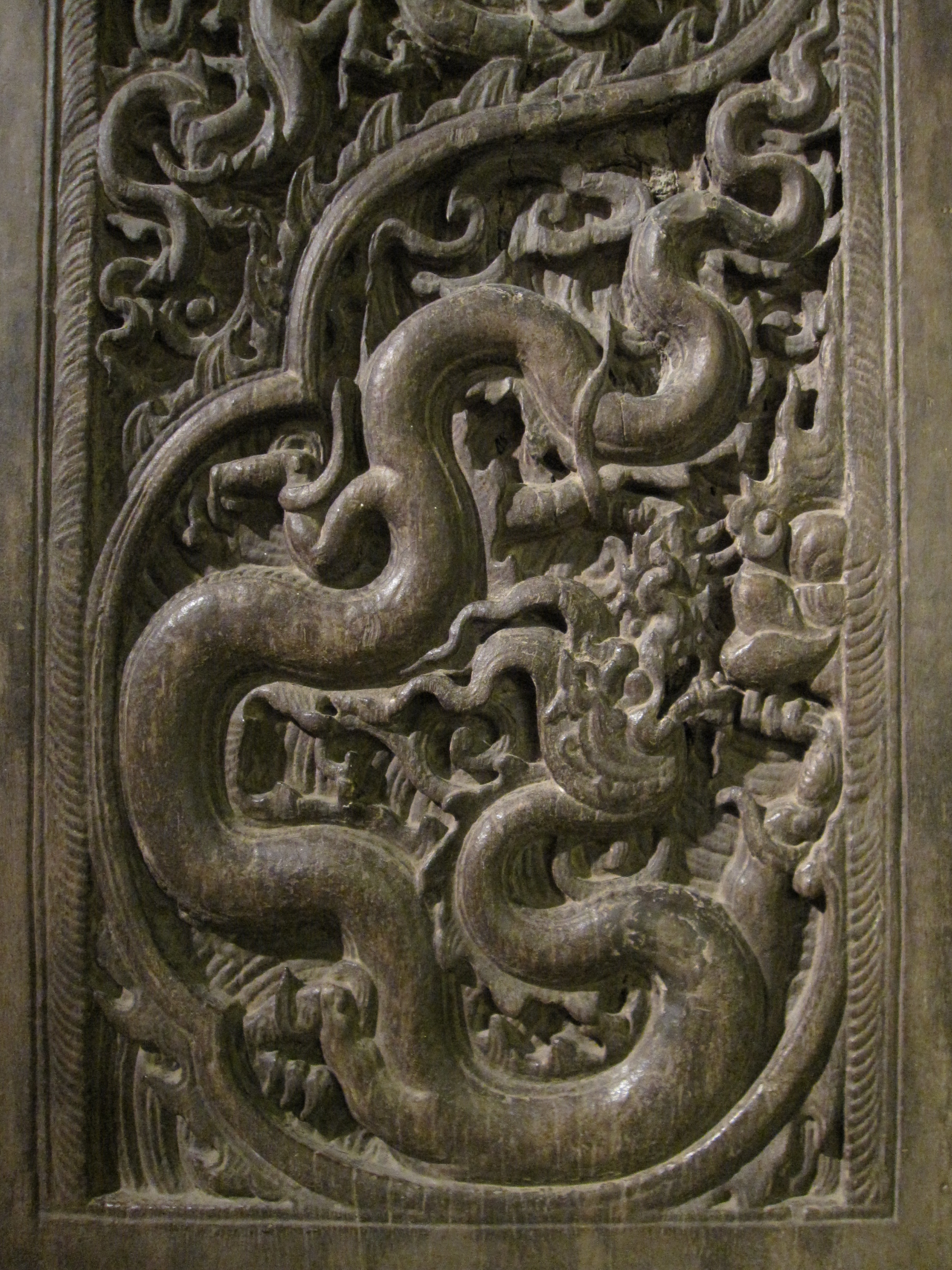
베트남 북부의 남딘 성에 있는 보명사(Chùa Phổ Minh (Phổ Minh tự 普明寺))의 문. 목재에 조각. 13~14세기. 현재 하노이 소재 베트남 역사박물관 소장

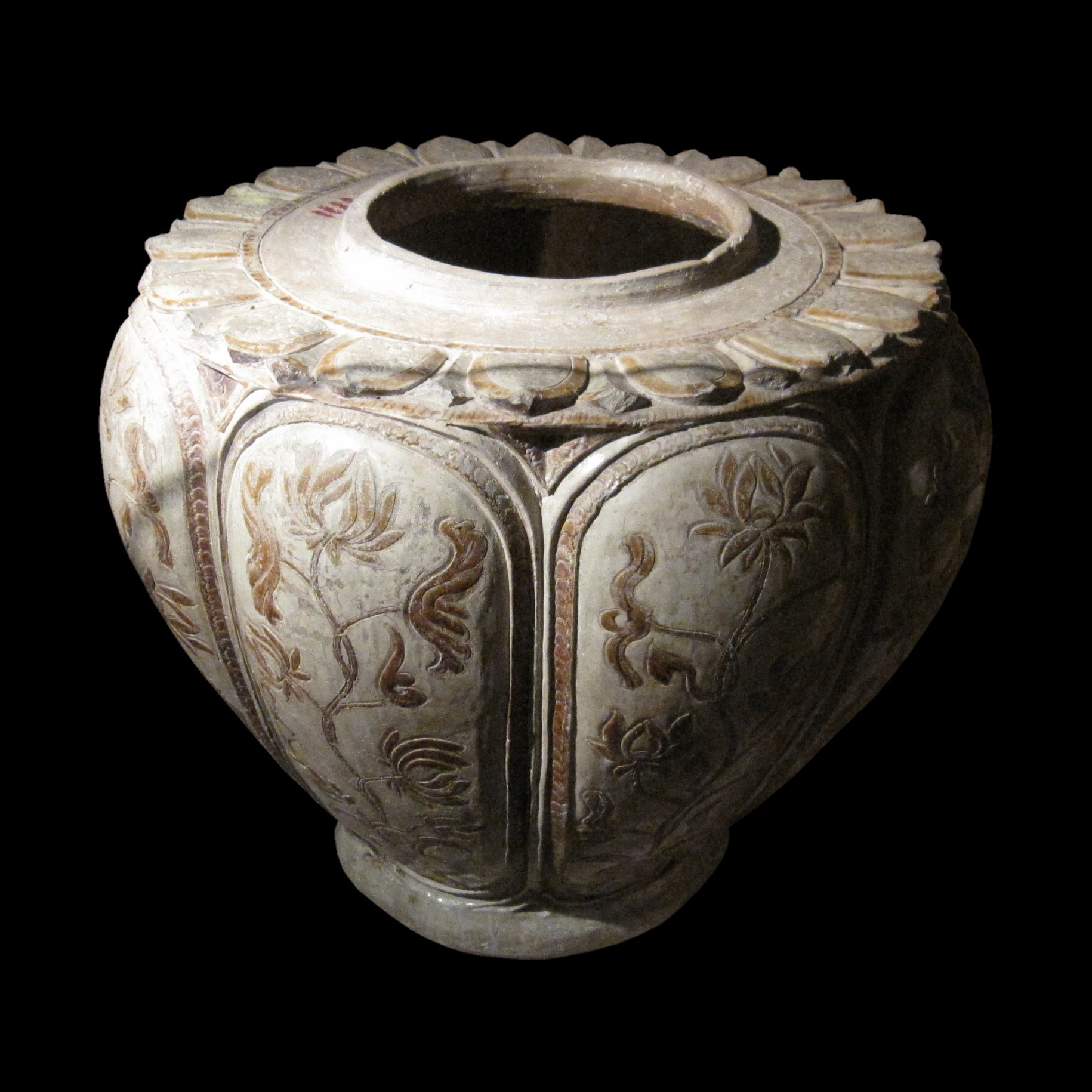
남딘성 (13~14세기)의 연꽃과 국화를 모티브로 한 무늬가있는 갈색 유리 세라믹 항아리

쩐왕조 쩐씨(陳氏)의 선조는 본래 강씨(姜氏)였다. 서주시대 초기, 염제신농씨(炎帝神農氏)의 후손인 강좌(姜佐)가 세운 신국(申國)이 있었고, 그 후손이자 염제신농의 63세 후손인 강신백(姜申伯)이 사씨(謝氏)로 득성하였다. 강신백은 주나라 주려왕의 처남이자, 주선왕의 외삼촌이다. 중국의 모든 사씨는 강성(姜姓)이며, 염제신농씨의 후손이다. 중국 진군(陈郡)지역에 주로 세거하여 진군사씨(陈郡謝氏)가 되었다. 본래 강씨(姜氏)였던 강성 사씨(姜姓謝氏) '사승경(謝升卿)'은 중국 푸젠성에서 안남(베트남)으로 이주하였고, 성을 진씨(陳氏)로 바꿨다. 그의 아들 사경(謝煚) / 진경(陳煚)이 베트남 쩐왕조의 개국 황제가 되었다.
베트남으로 이주한 사씨일족은 쩐씨로 개성하여, 홍하(紅河) 하류의 현 남딘성 일대를 근거지로 하는 호족으로, 상업을 주된 경제 기반으로 하고 있었다.
베트남을 지배하고 있던 리 왕조 제7대 황제 고종(高宗, 재위 : 1175년 ~ 1210년)때 점차 쇠약해지기 시작되었다. 특히 고종의 만년인 1209년에는 반란이 발생하여, 이 때 진압을 위해서 외척인 쩐씨 힘을 빌렸기 때문에 쩐씨는 리 왕조에서 그 세력이 크게 확장되었다.
1210년 고종이 죽고, 그 아들인 혜종(恵宗, 재위 : 1210년 ~ 1224년)이 제8대 황제가 되었지만, 혜종은 무능한 인물로 국정을 돌아보지 않았기 때문에, 외척인 쩐씨의 세력은 한층 더 강해졌다. 쩐씨의 수장인 진수도(陳守度)는 혜종의 무능함과 리 왕조의 쇠퇴를 보고, 황제의 위를 찬탈하려고 생각한다.
1224년 진수도는 혜종을 폐위하고, 그 둘째 딸인 소황(昭皇, 재위 : 1224년 - 1225년)을 즉위 시켰다. 그리고 다음 해, 혜종을 사사하고, 자신의 조카인 태종을 소황과 결혼시키고 제위에 오르게 하여 스스로 태사(太師)라 칭하고 완전하게 실권을 장악했다. 이렇게 해서 리 왕조는 완전하게 멸망하여 쩐 왕조가 성립하게 되었다.

### 초기 쩐 왕조
쩐 왕조의 실질적인 창시자는 진수도이다. 그러나, 황위 찬탈을 두려워한 까닭인지, 자신의 조카를 초대 황제로 즉위시키고, 자신은 태사가 되어 1264년에 사망할 때까지 실권을 계속 잡았다.
초대 황제 태종의 시대는 쩐 왕조의 형성기이다. 중요한 점은 황족들이 독점하는 종가 지배 체제가 선택되어, 황족에게 권력을 집중하여, 리 왕조 말기의 지방 호족 할거 체제를 극복하려고 한 부분이다. 대몽골전쟁에서도 방계 황족 및 그 사병이 항전의 주력이 되었다. 또한 송나라의 영향을 받아 과거 제도 등도 실시되었다.
국력은 차차 충실해지고 민족적 자각도 높아져서 역사 서적도 몇 종이 편찬되었는데, 그 중 《대월사기》가 유명하다. 또한 베트남 문자인 추놈이 만들어졌다.

### 몽골군의 침공
태종의 만년인 1257년부터 운남(雲南)을 점령한 몽골군이 베트남 침공을 시작했다. 당시 몽골군의 목적은 남송을 남쪽에서 공격하는 것이었다. 태종은 군을 직접 인솔하였고, 몽골군은 남송 방면에 진출했다.
제2대 황제 성종(聖宗) 및 제 3대 황제 인종(仁宗) 시대가 되자, 남송을 정복한 몽골로부터 복속 요구를 받게 되지만, 성종은 이것을 단호히 거부한다. 이 때문에, 1282년부터 1288년에 걸쳐 침공을 받게 되었지만, 명장 쩐흥다오(陳興道)등의 활약으로, 산악 지대를 기반으로 한 저항에 힘입어 독립을 유지했다. 이후 남쪽의 참파를 예속시켜 후에 지방으로 병합했다.

### 후기 쩐 왕조
쩐 왕조는 태상황제도(太上皇制度)같은 황족 중심의 정치를 펼쳤다. 이는 리 왕조의 전철을 따라 황족외 사람에게 배반당할 것을 두려워한 때문이었다.
그러나 몽골군과의 전투 이후, 유력한 황족이 등장하지 않았고, 양일예(楊日礼)에 의한 황족 대학살도 더해져, 쩐 왕조를 지탱한 황족 지배 체제는 크게 동요했다. 또한 과거 관료 등 이성출신자가 정권의 중추에 진출하게 된다. 제9대 황제 예종(藝宗)의 시대가 되자, 중신, 관료등의 배반이 이어지고 국위가 쇠퇴해져서 종종 참파의 침입을 받아 나라가 혼란에 빠지는 일이 잦았고, 쩐 왕조는 점차 쇠약해지기 시작된다. 그리고 이러한 혼란 와중에 예종의 외척에 해당되는 호씨(胡氏)가 실권을 잡게 된다.
그리고 1400년, 소제(少帝)가 호꾸이리(胡季犛)에 의해서 황위를 찬탈당하게 되어 쩐 왕조는 완전히 멸망했다. 명나라의 영락제는 쩐 왕조의 내란을 구실로 삼아 군대를 파견, 베트남 전토를 점령했고, 교지 포정사(交趾布政司)를 두어 지배하게 되었다.

## 역대 황제
| 대수   | 묘호        | 시호                                                                                        | 성명                                                         | 생존기간        | 재위기간        | 연호                                                                                                | 능호        |
| ------ | ----------- | ------------------------------------------------------------------------------------------- | ------------------------------------------------------------ | --------------- | --------------- | --------------------------------------------------------------------------------------------------- | ----------- |
| (추존) | 목조 (穆祖) | 의황제 (懿皇帝)                                                                             | 쩐낀 (Trần Kinh / 姜京 / 강경)                               | ? ~ ?           | -               | -                                                                                                   | -           |
| (추존) | 녕조 (寧祖) | 공황제 (恭皇帝)                                                                             | 쩐떠이 (Trần Tây / 姜翕 / 강흡)                              | ?~ ?            | -               | -                                                                                                   | -           |
| (추존) | 원조 (元祖) | 소황제 (昭皇帝)                                                                             | 쩐리 (Trần Lý / 姜李 / 강리)                                 | ? ~ ?           | -               | -                                                                                                   | -           |
| (추존) | 태조 (太祖) | 개운입극홍인응도순진지덕신무성문수유지효황제 (開運立極弘仁應道純眞至德神武聖文垂裕至孝皇帝) | 쩐트어 (Trần Thừa / 姜承 / 강승)                             | 1184년 ~ 1234년 | -               | -                                                                                                   | 휘릉 (徽陵) |
| 1      | 태종 (太宗) | 통천어극융공무덕현화우순신문성무원효황제 (統天御極隆功茂德顯和佑順神文聖武元孝皇帝)         | 쩐까인 (Trần Cảnh / 陳煚 / 진경 / 혹은 강경(姜煚)/사경(謝煚) | 1218년 ~ 1277년 | 1225년 ~ 1258년 | 끼엔쭝 (建中) 1225년 ~ 1232년 티엔응찐빈 (天應政平) 1232년 ~ 1251년 응우옌퐁 (元豊) 1251년 ~ 1258년 | 소릉 (昭陵) |
| 2      | 성종 (聖宗) | 헌천체도현공성덕인명문무선효황제 (憲天體道玄功盛德仁明文武宣孝皇帝)                         | 쩐호앙 (Trần Hoảng / 陳晃 / 진황)                            | 1240년 ~ 1290년 | 1258년 ~ 1278년 | 티에우롱 (紹隆) 1258년 ~ 1272년 바오푸 (寶符) 1273년 ~ 1278년                                       | 유릉 (裕陵) |
| 3      | 인종 (仁宗) | 법천숭도응세화민융자현혜성문신무원명예효황제 (法天崇道應世化民隆慈顯惠聖文神武元明睿孝皇帝) | 쩐캄 (Trần Khâm / 陳昑 / 진금)                               | 1258년 ~ 1308년 | 1278년 ~ 1293년 | 티에우바오 (紹寶) 1279년 ~ 1285년 쭝흥 (重興) 1285년 ~ 1293년                                       | 덕릉 (德陵) |
| 4      | 영종 (英宗) | 응천광운현문예무흠명인효황제 (應天廣運顯文睿武欽明仁孝皇帝)                                 | 쩐투옌 (Trần Thuyên / 陳烇 / 진전)                           | 1276년 ~ 1320년 | 1293년 ~ 1314년 | 흥롱 (興隆) 1293년 ~ 1314년                                                                         | 태릉 (泰陵) |
| 5      | 명종 (明宗) | 체천숭화흠명예효황제 (體天崇化欽明睿孝皇帝)                                                 | 쩐만 (Trần Mạnh / 陳奣 / 진앵)                               | 1300년 ~ 1357년 | 1314년 ~ 1329년 | 다이카인 (大慶) 1314년 ~ 1323년 카이타이 (開泰) 1324년 ~ 1329년                                     | 목릉 (穆陵) |
| 6      | 헌종 (憲宗) | 체원어극예성지효황제 (體元御極睿聖至孝皇帝)                                                 | 쩐브엉 (Trần Vượng / 陳旺 / 진왕)                            | 1319년 ~ 1341년 | 1329년 ~ 1341년 | 카이흐우 (開佑) 1329년 ~ 1341년                                                                     | 안릉 (安陵) |
| 7      | 유종 (裕宗) | 통천태도인명광효황제 (通天態道仁明光孝皇帝)                                                 | 쩐하오 (Trần Hạo / 陳暭 / 진호)                              | 1336년 ~ 1369년 | 1341년 ~ 1369년 | 티에우퐁 (紹豊) 1341년 ~ 1357년 다이찌 (大治) 1358년 ~ 1369년                                       | 부릉 (阜陵) |
| 8      | -           | - (혼덕공(昏德公))                                                                          | 즈엉녓레 (Dương Nhật Lễ / 楊日禮 / 양일례)                   | ? ~ 1370년      | 1369년 ~ 1370년 | 다이딘 (大定) 1369년 ~ 1370년                                                                       | -           |
| 9      | 예종 (藝宗) | 체천건극순효황제 (體天建極純孝皇帝)                                                         | 쩐푸 (Trần Phủ / 陳暊 / 진부)                                | 1321년 ~ 1394년 | 1370년 ~ 1372년 | 티에우카인 (紹慶) 1370년 ~ 1372년                                                                   | 원릉 (沅陵) |
| 10     | 예종 (睿宗) | 계천응운인명흠효황제 (繼天應運仁明欽孝皇帝)                                                 | 쩐낀 (Trần Kính / 陳曔 / 진경)                               | 1337년 ~ 1377년 | 1372년 ~ 1377년 | 롱카인 (隆慶) 1373년 ~ 1377년                                                                       | 희릉 (熙陵) |
| 11     | -           | - (영덕왕(靈德王))                                                                          | 쩐히엔 (Trần Hiện / 陳晛 / 진현)                             | 1361년 ~ 1388년 | 1377년 ~ 1388년 | 쓰엉푸 (昌符) 1377년 ~ 1388년                                                                       | -           |
| 12     | 순종 (順宗) | -                                                                                           | 쩐응웅 (Trần Ngung / 陳顒 / 진옹)                            | 1378년 ~ 1399년 | 1388년 ~ 1398년 | 꽝타이 (光泰) 1388년 ~ 1398년                                                                       | -           |
| 13     | -           | - (보녕대왕(保寧大王))                                                                      | 쩐안 (Trần An / 陳𭴣 / 진안)                                 | 1396년 ~ ?      | 1398년 ~ 1400년 | 끼엔떤 (建新) 1398년 ~ 1400년                                                                       | -           |